# 宮西豊逸
宮西 豊逸（みやにし ほういつ、1907年 - 1996年）は、日本の翻訳家、著作家。

## 生涯
1934年頃、同人誌『作家群』に参加、またD・H・ロレンスの翻訳を行う。
1941年頃、大久保康雄らと霜月会を作り小説を書く。
戦後も英文学の翻訳を行い、『白鯨』は阿部知二訳と並んで世界文学全集などに入った。また晩年は禅に関する著作を出している。

## 著書
- 『真理の探求』（創生社） 1947
- 『禅 死を越えて』（東宣出版） 1982
- 『新しい禅入門 生と死の探求』（勁草書房） 1990
- 『禅の真髄 誰にもやれる民衆禅』（勁草書房） 1991
- 『新説大石内蔵助』（新人物往来社） 2000

## 翻訳
- 『幸薄くとも』（ウィラ・キャサー、昭森社） 1942
- 『印度の放浪児（キム）』（ラディヤード・キップリング、大元社） 1940 - 1942
- 『森の生活』（ソロー、三笠書房） 1950
- 『ピクウィック倶楽部』（ディケンズ、三笠書房） 1951
- 『アジアの復活』（ネール、文芸出版社） 1954
- 『白鯨』（メルヴィル、三笠書房） 1956、のち潮文庫（上・下）
- 『セブンティーン』（ブース・ターキントン、三笠書房、若草文庫） 1957
- 『なぞの三十九段』（ジョン・バッカン、平凡社、冒険小説北極星文庫） 1957
- 『わらう後家』（カーター・ディクスン、早川書房） 1958
- 『修道院の殺人』（ディクスン・カー、東京創元社、ディクスン・カー作品集4） 1959
- 『シャム双生児の秘密』（エラリー・クィーン、新潮文庫） 1960
- 『死時計』（ディクスン・カー、創元推理文庫） 1960
- 『暗黒大陸』（H・M・スタンレー、平凡社、世界教養全集23） 1961
- 『太平洋紅毛海賊史』（ウィッチャリー、雪華社） 1961
- 『殺意』（フランシス・アイルズ、東都書房、世界推理小説大系18） 1962
- 『ブラウン神父短篇集』（チェスタトン、東都書房、世界推理小説大系） 1963
- 『チェイン氏の秘密』（フリーマン・W・クロフツ、早川書房） 1963
- 『Xにたいする逮捕状』（P・マクドナルド、浪速書房） 1963
- 『百万長者の死』（コール、東都書房、世界推理小説大系16） 1964
- 『月長石』（ウィルキー・コリンズ、荒正人共訳、東都書房、世界推理小説大系） 1965、のちグーテンベルク21（上・下、電子書籍）
- 『青春』（ジョセフ・コンラッド、角川文庫） 1965
- 「エロスの歴史 北欧版」全6巻 （オーヴ・ブリュセンドルフ, ポール・ヘニングセン、大場正史共訳、二見書房） 1967
  1. 『エジプト / ギリシャ / ローマ』
  2. 『中世と宮廷の時代』
  3. 『サド侯爵の時代』
  4. 『ヴィクトリア朝時代』
  5. 『二十世紀』
  6. 『われらの時代』
- 『少年非行の実情と対策』（ダン・G・パシュート, ジョン・P・ケニイ、日本読書協会） 1967
- 『少年を護るために』（ダン・G・パシュート, ジョン・P・ケニイ、日本読書協会） 1967
- 『テレニイ』（オスカー・ワイルド、二見書房） 1970
- 『孔雀の樹』（G・K・チェスタートン、講談社、世界推理小説大系12） 1973

### D・H・ロレンス
- 『島を愛した男』（D・H・ロレンス、健文社） 1934
- 『馬で去つた女』（D・H・ロレンス、牛山堂） 1935
- 『恋の紋章』（D・H・ロレンス、牛山堂） 1935
- 『翼ある蛇』上・下（D・H・ローレンス、角川文庫） 1963、復刊 1989